# ميتسورو كوميدا
ميتسورو كوميدا (باليابانية: 古前田 充) (14 أبريل 1950 في إيواته في اليابان – )؛ هو لاعب كرة قدم ياباني سابق كان يلعب كمهاجم. سبق له أن لعب مع منتخب اليابان.

## وصلات خارجية
- ميتسورو كوميدا على موقع ناشيونال فوتبول تيمز (الإنجليزية)
- ميتسورو كوميدا على موقع عالم كرة القدم.نت (الإنجليزية)

- National Football Teams
- Japan National Football Team Database